# 17 (numero)
Diciassette (cf. latino septendecim, greco ἑπτακαίδεκα) è il numero naturale dopo il 16 e prima del 18.

## Proprietà matematiche
- È un numero dispari.
- È un numero difettivo.
- È il settimo numero primo, dopo il 13 e prima del 19.
  - È il terzo numero primo di Fermat, {\displaystyle 17=2^{2^{2}}+1}, quindi il poligono regolare con 17 lati è costruibile con riga e compasso.
  - È un numero primo di Eisenstein.
  - È un numero primo troncabile a sinistra.
  - È un primo permutabile con 71.
- È il decimo numero di Perrin.
- È la somma dei primi quattro numeri primi  17 = 2 + 3 + 5 + 7.
- È la somma di due quadrati, 17 = 12 + 42.
- È un numero palindromo nel sistema numerico binario (10001) e nel sistema di numerazione posizionale a base 4 (101).
- È un numero a cifra ripetuta (11) nel sistema numerico esadecimale.
- La somma delle cifre del suo cubo dà come risultato il numero stesso: 173 = 4.913;  4 + 9 + 1 + 3 = 17.
- È parte delle terne pitagoriche (8, 15, 17), (17, 144, 145).
- È un numero intero privo di quadrati.
- È un numero omirp.
- È un numero di Leyland.

## Chimica
- È il numero atomico del cloro (Cl).

## Astronomia
- 17P/Holmes è una cometa periodica del sistema solare
- 17 Thetis è  un asteroide della fascia principale battezzato così in onore di Teti, madre di Achille.
- 17 è il numero della Nebulosa Omega nel Catalogo di Messier
- NGC 17 è una galassia spirale della costellazione della Balena.

## Astronautica
- Cosmos 17 è un satellite artificiale russo.

## Altri ambiti
- In Italia, fin dall'antichità il numero 17 è stato fortemente collegato alla sfortuna. I più ritengono che la superstizione fosse nata, ai tempi dell'antica Roma, a causa della consuetudine di incidere sulle pietre funerarie la parola "VIXI" (che vuol dire vissi, sono vissuto), il cui anagramma "XVII" equivale a 17 nel sistema di numerazione romano e a causa della disfatta delle legioni XVII, XVIII e XIX nella battaglia della foresta di Teutoburgo.[1]
- Nelle competizioni automobilistiche italiane il numero di gara 17 non viene assegnato, dalla morte dei piloti Biagio Nazzaro e Ugo Sivocci, entrambi schiantatisi a breve distanza di tempo con vetture contrassegnate dal numero 17.
- In Formula 1 il numero 17 è stato ritirato in seguito alla morte di Jules Bianchi.
- In Francia è il numero telefonico della Polizia
- In Italia, fino a circa il 1970, 17 era il numero per l'autostrada Napoli - Bari, ora A16 Napoli - Canosa